# Sosnowiec
Sosnowiec ([sɔˈsnɔvʲɛʦ] anhörenⓘ, deutsch Sosnowitz, auch Sosnowice), ist eine Großstadt in der Woiwodschaft Schlesien in Polen. Sie liegt an der Schwarzen Przemsa rund 10 km östlich von Katowice (Kattowitz) und 65 km nordwestlich von Krakau im Osten des Oberschlesischen Industriereviers, einem Zentrum des Dombroawaer Kohlebeckens. Industriezweige sind u. a. die Metall- und Textilverarbeitung.

## Geschichte

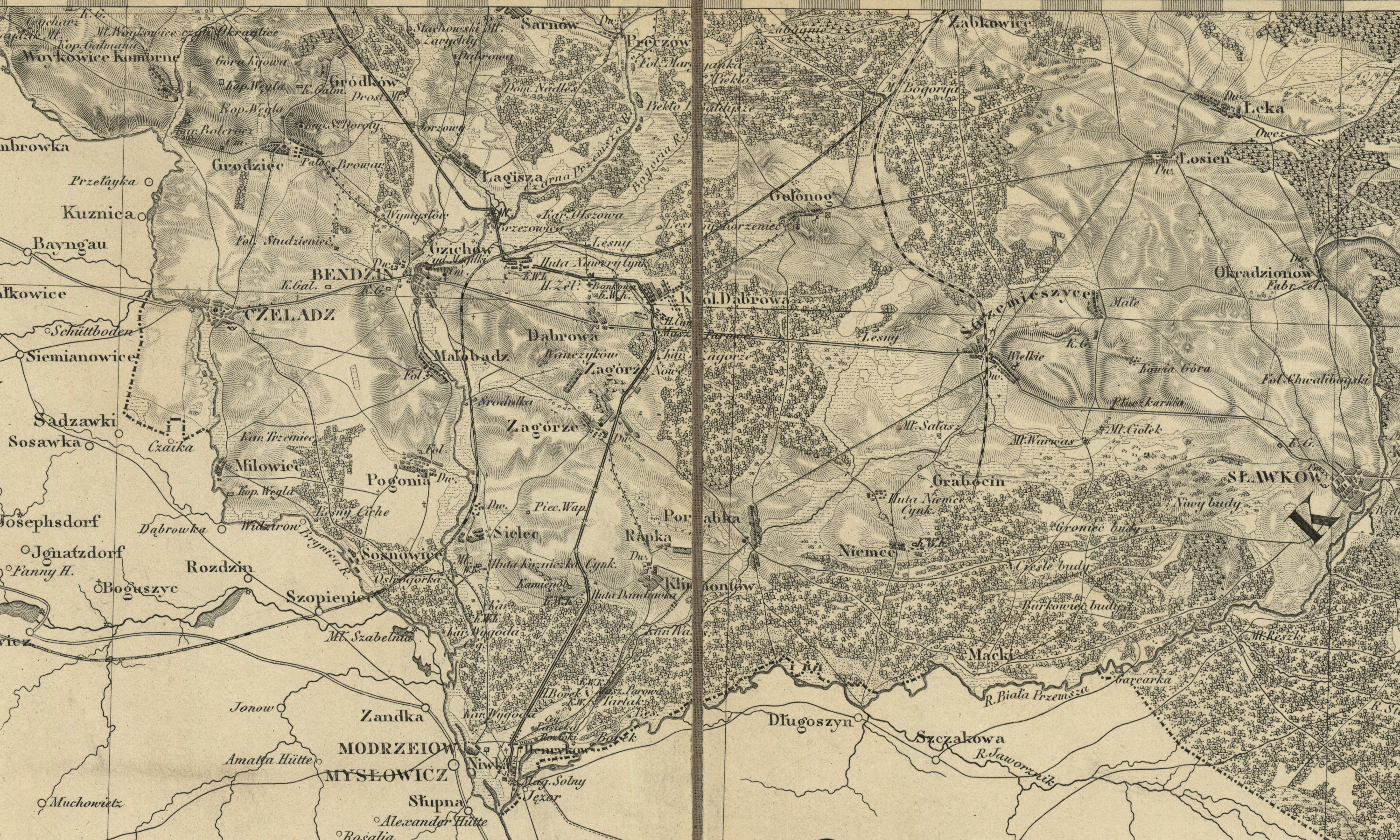
Das Gebiet um Sosnowiec im Jahr 1843, noch vor der Eröffnung der Warschau-Wiener Eisenbahn

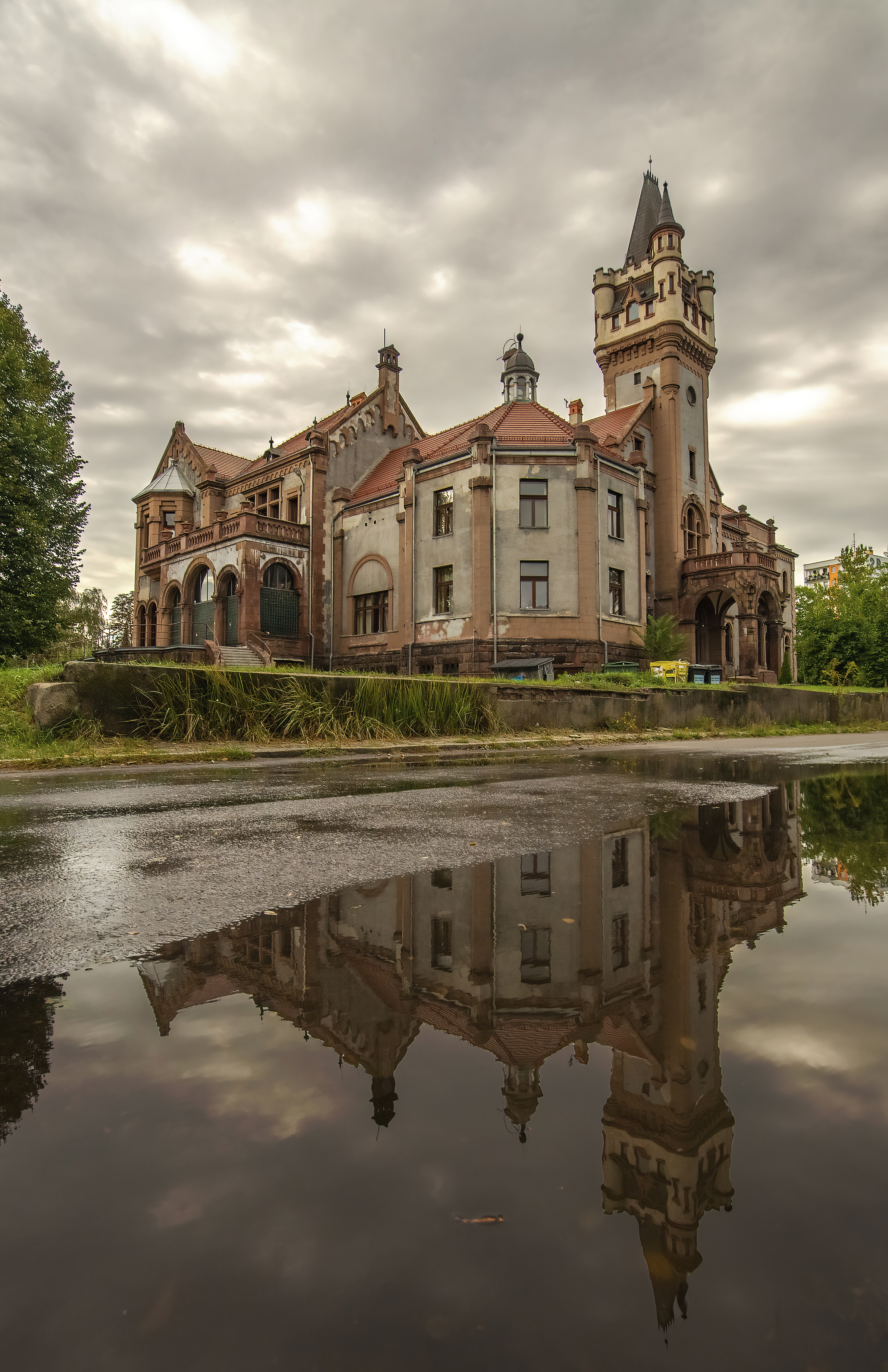
Schloss Oscar Schön (Neues Schloss Schön) in Sosnowiec (1870)

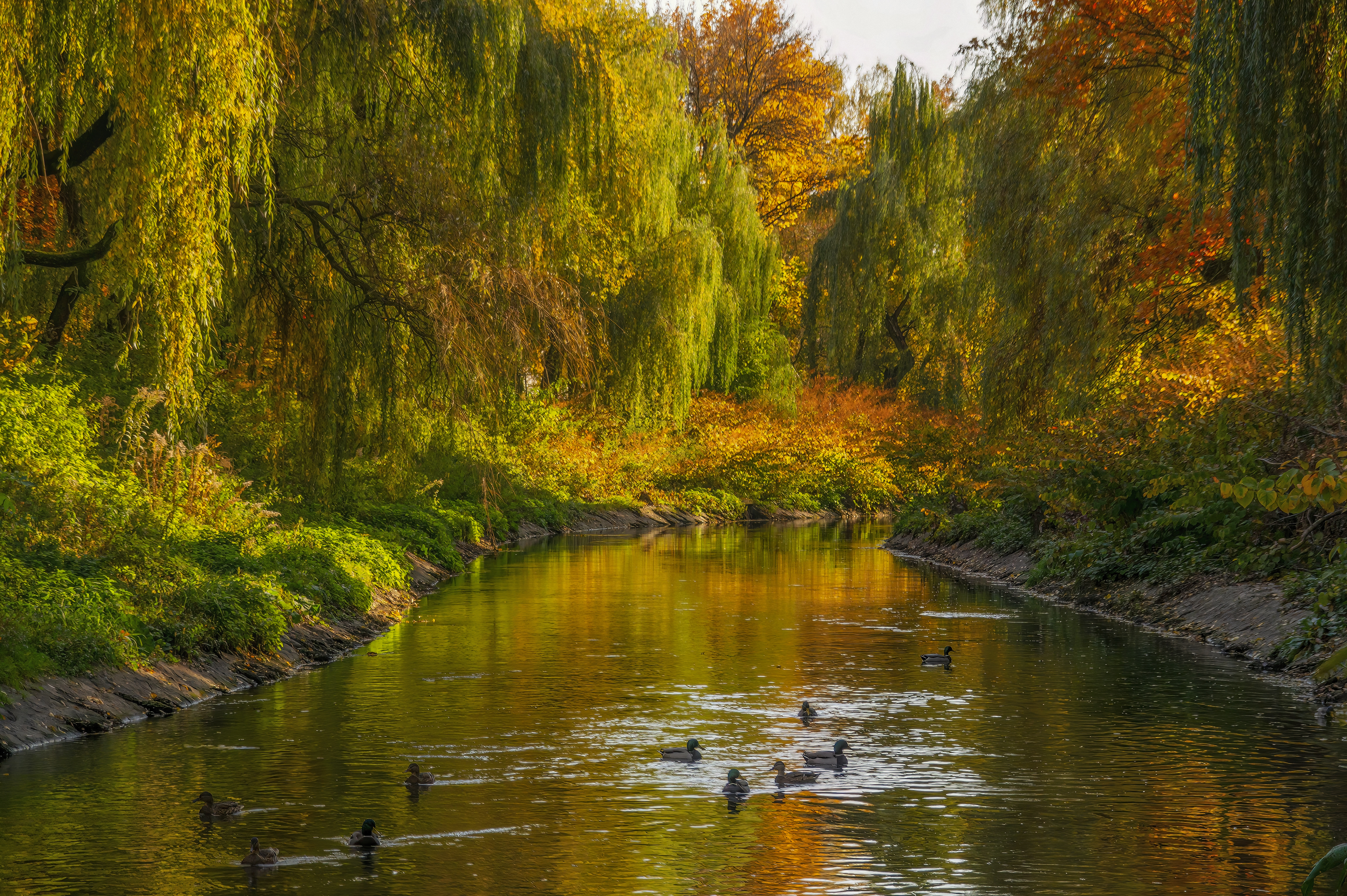
Der Fluss Przemsza fließt durch den historischen Sielecki-Park in Sosnowiec

Die heutige Stadt Sosnowiec umfasst viele ehemalige Ortschaften, von denen das alte Sosnowice (der heutige Stadtteil Stary Sosnowiec) in der Flussgabelung der Brynica und der Schwarzen Przemsa zu den jüngsten gehörte. Das kleine südlichste Dorf im Herzogtum Siewierz der Krakauer Bischöfe (erst 1790 formell Polen angeschlossen) wurde im Jahr 1727 erstmals urkundlich in Dokumenten der römisch-katholischen Pfarrei in der oberschlesischen Stadt Mysłowice erwähnt. Der pseudopatronymische Name geht auf die Kiefernwälder, die die Gegend bis um 1830 bedeckten, zurück (das polnische Wort für Kiefer ist sosna). Zum Herzogtum Siewierz gehörte auch die westlichste und älteste Ortschaft der Stadt – Milowice, die schon im Jahr 1105 als Milej erwähnt sein könnte. 1228 wurde Zagórze erwähnt. Die Stadt Mysłowice umfasste bis 1819 viele Ortschaften innerhalb des heutigen Sosnowiec, zum Beispiel um das Jahr 1600 Pogoń oder Pogonia im Herzogtum Siewierz, sowie Sie(d)lec, Zagórze, Klimontów, Porąbka und Niwka oder Niwki im Kreis Proszowice bzw. Kraków in der Woiwodschaft Krakau im Königreich Polen (ab 1569 in der Adelsrepublik Polen-Litauen). Die Ortschaft Niemce, wörtlich Deutsche, war zunächst im 16. Jahrhundert ein Weiler von Porąbka, später fiel es an die Pfarrei in Strzemieszyce Wielkie. Im 18. Jahrhundert entwickelte sich die erste Stadt bzw. Schtetl auf dem heutigen Gebiet von Sosnowiec: Modrzejów, das benachbarte Niwka wurde zu einem Markt oder einer Stadt.
Nach der Dritten Polnischen Teilung (1795) verloren 1801 Modrzejów sowie Niwka Stadtrechte. Das Gebiet gehörte dann bis zur Niederlage Preußens gegen Napoléon zum Königreich Preußen (Neuschlesien), war seit 1807 Teil des von Napoleon gegründeten Herzogtums Warschau (in Personalunion mit Sachsen) und seit dem Vertrag von Kalisch (antinapoleonische Übereinkunft zwischen Preußen und Russland) 1813 faktisch russisch. Der Wiener Kongress gab es an das neu gegründete Königreich Polen, das aber nur scheinbar autonom war und ab 1831 auch offiziell als Weichselland eine Provinz des Russischen Reiches war.
In der Zeit Kongresspolens folgte die industrielle Entwicklung im Polnischen bzw. Dombrowaer Kohlebecken. 1826 wurde die erste selbständige Pfarrei in Niwka errichtet. 1853 wurde eine Düngerfabrik in der Ortschaft Sosnowiec eröffnet, jedoch blieb (Stary–/Alt–) Sosnowiec noch einige Jahrzehnte kleiner als die benachbarten Pogoń oder Sielec. 1862 wurde ein Bahnhof an der Warschau-Wiener Eisenbahn in Sosnowiec eröffnet. 1902 wurden die Ortschaften Sosnowiec, Pogoń (mit Środulka), Sielce, Ostra Górka und Radocha zur mit um 61.000 Einwohnern neuen größten Stadt des Dombrowaer Kohlebeckens Sosnowice vereinigt. 1915 wurden Dębowa Góra, Konstantynów, Milowice, Modrzejów, Pekin und Środula eingemeindet.
Das im Süden gelegene Dreikaisereck wurde ab dem Ende des 19. Jahrhunderts zu einem touristischen Anziehungspunkt und damit zum Ansichtskartenmotiv.
Mit der Neugründung Polens 1918 wurde Sosnowiec, wie es ab 1901 hieß, wieder polnisch. Im Jahr 1921 hatte die kreisfreie Stadt Sosnowiec in der Woiwodschaft Kielce 3422 Häuser mit 86.497 Einwohnern, außer römisch-katholischen (71.485) Polen (75.372) gab es 13.646 Juden (nach Religion, nach der jiddischen Nationalität 10.766), 753 Evangelische, 595 andere Christen und einige hundert Personen anderer Nationalität oder Glaubens.

### Zweiter Weltkrieg
Nach dem Überfall auf Polen wurde am 13. September 1939 der polnische Stadtkreis Sosnowiec in der Woiwodschaft Kielce dem deutschen Grenzschutz-Abschnitt-Kommando 3, Chef der Zivilverwaltung in Kattowitz unterstellt und der Name der Stadt in Sosnowitz eingedeutscht. Am 3. Oktober 1939 wurde das Grenzschutz-Abschnitt-Kommando 3 in Abschnitt Oberschlesien umbenannt.
Zum 10. Oktober 1939 wurde Sosnowiec Teil vom Militärbezirk Krakau (Grenzabschnitt Süd) und gehörte vom 26. Oktober 1939 an zunächst zum deutschen Generalgouvernement für die besetzten polnischen Gebiete. Sosnowiec wurde am 20. November 1939 völkerrechtswidrig in das Deutsche Reich eingegliedert (Annexion) und gehörte ab dann zum Regierungsbezirk Kattowitz in der preußischen Provinz Schlesien. Zum 1. Januar 1940 wurde auch in Sosnowiec die Deutsche Gemeindeordnung vom 30. Januar 1935 eingeführt, welche die Durchsetzung des Führerprinzips auf Gemeindeebene vorsah; gleichzeitig wurde die Stadt als Stadtkreis bestätigt.
Sosnowiec wurde im Oktober 1940 ein Sitz der Organisation Schmelt, die von Himmler „zur Erfassung und Lenkung des fremdvölkischen Arbeitseinsatzes in Ostoberschlesien“ eingerichtet wurde. Zahlreiche Betriebe siedelten sich dort an, in denen jüdische Zwangsarbeiter für die Rüstung arbeiten mussten. Im April 1941 wurden 5000 Juden aus Oświęcim umgesiedelt und kamen in Sosnowiec und Będzin unter. Im August 1943 wurden 30.000 Juden aus Sosnowiec und Będzin in das Vernichtungslager Auschwitz-Birkenau deportiert.
Insgesamt sank die tatsächliche Bevölkerungszahl der Stadt durch die NS-Gewaltherrschaft ab Herbst 1941 innerhalb von nur zwei Jahren um ein Drittel, mehr als 40.000 Menschen.
Nach Auflösung der Provinz Schlesien gehörte Sosnowiec vom 18. Januar 1941 bis zur Befreiung durch die Rote Armee im Januar 1945 zur von den Besatzern Polens neu eingerichteten Provinz Oberschlesien.

### Nach 1945
Während der Nachkriegszeit gehörte Sosnowiec zunächst zur polnischen Woiwodschaft Schlesien (auch Śląsko-Dąbrowskie), ab 1950 bis 1998 zur Woiwodschaft Katowice. Seit 1952 trug Nachkriegspolen den offiziellen Namen Volksrepublik Polen. Im Jahre 1953 wurde Niwka sowie das ehemalige galizische Jęzor eingemeindet. In den 1970er Jahren, unter Edward Gierek, wurde die Stadt zum großen Teil umgebaut. 1975 wurden die Orte und Städte im Osten Zagórze, Kazimierz Górniczy mit Porąbka, Klimontów und Maczki eingemeindet.

## Wichtigste Denkmäler und Sehenswürdigkeiten
- Schloss Sielecki – Schloss aus dem 15. Jahrhundert im Stadtteil Sielec an der Grenze zum historischen Schlosspark
- Palast Oskar Schön in der 1. Mai-Straße – eklektischer Palast mit charakteristischem neugotischen Turm im englischen gotischen Stil
- Palast Dietl – neobarocker Palast aus dem späten 19. Jahrhundert im Stadtteil Pogoń zusammen mit einem Park und einer historischen Siedlung
- Palast Ernst Schön mit Park- und Palastkomplex – neobarocker Palast aus dem späten 19. Jahrhundert im Stadtteil Środula
- Volksheim im Zakopane-Stil im Stadtteil Ostrowy Górnicze – Herrenhaus im Stil, der an die Bergarchitektur des polnischen Teils der Tatra erinnert
- Kirche St. Joachim – Kirche der römisch-katholischen Pfarrei aus der Mitte des 19. Jahrhunderts im Stadtteil Zgórze
- Orthodoxe Kirche Heiliger Glaube, Hoffnung, Liebe und ihrer Mutter Sophia – die einzige Kirche des griechisch-katholischen Ritus in einem Radius von 80 km
- Zentrum für Umweltbildung – Exotarium mit Biodiversitätspark
- Park Kuronia mit Muschelkonzert und Mini-Zoo
- Kathedralbasilika der Himmelfahrt der Heiligsten Jungfrau Maria innen mit Polychromien von Włodzimierz Tetmajer verziert

## Politik

### Stadtpräsident
An der Spitze der Stadtverwaltung steht ein Stadtpräsident, der von der Bevölkerung direkt gewählt wird. Seit 2014 ist dies Arkadiusz Chęciński von der Platforma Obywatelska (PO). Bei der Wahl 2018 trat Chęciński für das Wahlbündnis Koalicja Obywatelska aus PO und Nowoczesna an, während er 2024 für ein Bündnis aus PO und Lewica antrat.
Die Abstimmung 2024 brachte folgendes Ergebnis:
- Arkadiusz Chęciński (Wahlbündnis Platforma Obywatelska/Lewica für Sosnowiec) 62,3 % der Stimmen
- Jacek Dudek (Prawo i Sprawiedliwość) 24,7 % der Stimmen
- Karina Wojtusiak (Trzecia Droga) 13,0 % der Stimmen

Damit wurde Amtsinhaber Chęciński erneut bereits im ersten Wahlgang wiedergewählt.
Die Abstimmung 2018 brachte folgendes Ergebnis:
- Arkadiusz Chęciński (Koalicja Obywatelska) 66,7 % der Stimmen
- Grażyna Welon (Prawo i Sprawiedliwość) 14,9 % der Stimmen
- Tomasz Niedziela (Sojusz Lewicy Demokratycznej / Lewica Razem) 8,8 % der Stimmen
- Karol Winiarski (Wahlkomitee „Sosnowiec mit Karol Winiarski“) 6,7 % der Stimmen
- Übrige 2,9 % der Stimmen

Damit wurde Chęciński bereits im ersten Wahlgang für eine zweite Amtszeit gewählt.

### Stadtrat
Der Stadtrat besteht aus 25 Mitgliedern und wird direkt gewählt. Die Stadtratswahl 2024 führte zu folgendem Ergebnis:
- Wahlbündnis Platforma Obywatelska/Lewica für Sosnowiec (PO/Lewica) 55,6 % der Stimmen, 17 Sitze
- Prawo i Sprawiedliwość (PiS) 24,3 % der Stimmen, 6 Sitze
- Wahlkomitee „Stolz auf Sosnowiec“ 10,8 % der Stimmen, 1 Sitz
- Trzecia Droga (TD) 9,3 % der Stimmen, 1 Sitz

Die Stadtratswahl 2018 führte zu folgendem Ergebnis:
- Koalicja Obywatelska (KO) 34,4 % der Stimmen, 11 Sitze
- Prawo i Sprawiedliwość (PiS) 20,3 % der Stimmen, 5 Sitze
- Sojusz Lewicy Demokratycznej (SLD) / Lewica Razem (Razem) 18,5 % der Stimmen, 5 Sitze
- Wahlkomitee „Zusammen für Sosnowiec“ 14,6 % der Stimmen, 4 Sitze
- Wahlkomitee „Sosnowiec mit Karol Winiarski“ 6,0 % der Stimmen, kein Sitz
- Kukiz’15 3,4 % der Stimmen, kein Sitz
- Wahlkomitee „Sosnowiec – Meine Stadt“ 3,2 % der Stimmen, kein Sitz

## Sonstiges

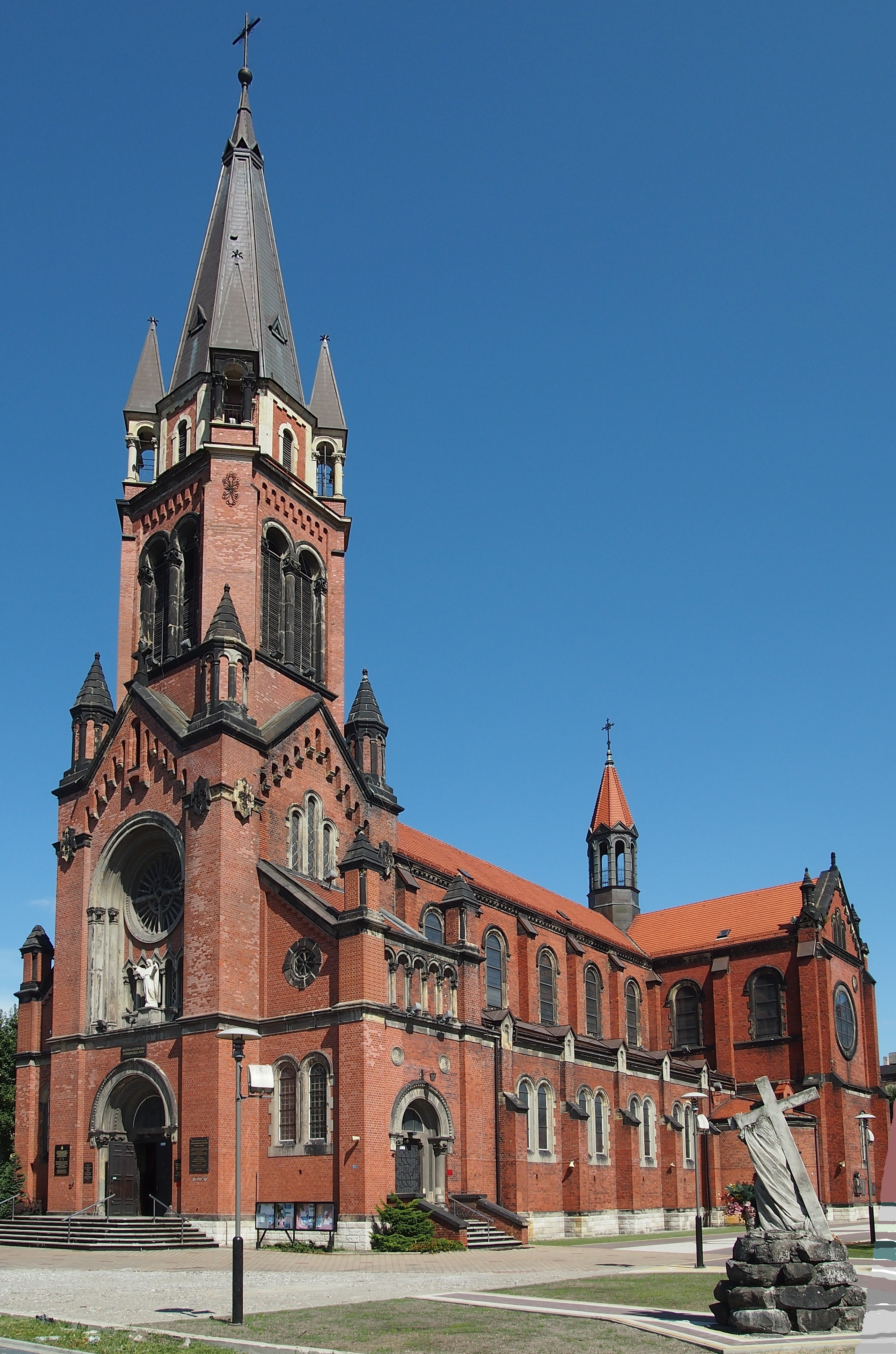
Kathedrale von Sosnowiec

Am 14. Juni 1999 besuchte Papst Johannes Paul II. die Stadt und die Kathedrale im Rahmen seiner Polenreise.
Seit 2011 gibt es eine Städtepartnerschaft mit Idar-Oberstein.

## Verkehr
Der Hauptbahnhof Sosnowiec Główny liegt an der Bahnstrecke Warszawa–Katowice, die Bahnstrecke Tunel–Sosnowiec endet dort. Nach Sosnowiec benannte Haltestellen liegen auch an den Bahnstrecken Jaworzno Szczakowa–Mysłowice und Dąbrowa Górnicza Ząbkowice–Kraków.
Im ÖPNV besteht eine Anbindung an das Netz der Oberschlesischen Straßenbahn.

## Persönlichkeiten

### Söhne und Töchter der Stadt
- Ignaz von Szyszylowicz (1857–1910), polnischer Botaniker
- Lech Niemojewski (1894–1952), Architekt und Hochschullehrer
- Paul Godwin (1902–1982), deutsch-niederländischer Violinist und Orchesterleiter
- Jan Kiepura (1902–1966), polnischer Tenor
- Bogdan Suchodolski (1903–1992), polnischer Wissenschafts- und Kulturhistoriker, Pädagoge und Philosoph
- Yehiel Feiner (1909–2001), israelischer Schriftsteller
- Tomasz Kiesewetter (1911–1992), Komponist, Dirigent und Musikpädagoge
- Władysław Szpilman (1911–2000), polnischer Komponist und Pianist
- Edward Gierek (1913–2001), polnischer Politiker
- Solomon Wolf Zweigenhaft (1915–2005), Oberrabbiner von Hannover und Niedersachsen
- Eliashiv Ben-Horin (1921–1990), israelischer Diplomat und Botschafter
- Mendel Szajnfeld (1922–2000), polnisch-norwegischer Metallarbeiter und Holocaust-Überlebender
- Bella Darvi (1928–1971), polnisch-französische Schauspielerin
- Shalom Sechvi (1928–2013), israelischer Maler und Holocaust-Überlebender
- Krystyna Czajkowska (* 1936), Volleyballspielerin
- Jacek Majchrowski (* 1947), polnischer Wissenschaftler und Politiker
- Elżbieta Pierzchała (* 1954), polnische Politikerin
- Bogdan Mizerski (* 1955), Komponist, Kontrabassist und Autor
- Henryk Pytel (1955–2024), Eishockeyspieler
- Anna Śliwińska (1956–2015), polnische Politikerin
- Jarosław Pięta (* 1964), polnischer Politiker
- Małgorzata Hajewska-Krzysztofik (* 1965), polnische Schauspielerin
- Arkadiusz Chęciński (* 1971), polnischer Politiker, Stadtpräsident von Sosnowiec
- Robert Szopa (* 1972), polnischer Fußballspieler
- Anna Serafińska (* 1974), Jazzsängerin
- Marta Podgórnik (* 1979), polnische Dichterin, Herausgeberin und Literaturkritikerin
- Adam Balten (* 1983), deutscher Politiker
- Eugen Polanski (* 1986), polnischer Fußballspieler
- Paula Kania (* 1992), Tennisspielerin
- Maciej Rutkowski (* 2002), deutsch-polnischer Eishockeyspieler

### Ehrenbürger
- 2007 – Adam Śmigielski (1933–2008), Bischof von Sosnowiec